# Відстань Махаланобіса
Відстань Махаланобіса — відстань у евклідовому просторі, що узагальнює поняття евклідової відстані. Визначається формулою:
{\displaystyle d(X,Y;S)={\sqrt {(X-Y)^{T}S^{-1}(X-Y)}}.\,}
де X, Y — вектори, S — матриця, T — позначає операцію транспонування. Відстань Махаланобіса використовується в багатовимірному статистичному аналізі, зокрема при перевірці гіпотез, класифікації спостережень і в кластерному аналізі. У цих застосуваннях S є коваріаційною матрицею деякого багатовимірного розподілу, що дозволяє визначити відстань між випадковими векторами із цього розподілу із врахуваннями кореляцій між компонентами. У випадку коли S — одинична матриця, відстань Махаланобіса збігається з евклідовою відстанню.
Поняття введено у 1936 році індійським статистиком П. Махаланобісом який, при дослідженні подібності черепів, використовував як відстань між двома нормальними розподілами з математичними сподіваннями {\displaystyle \mu _{1}} і {\displaystyle \mu _{2}} і спільною коваріаційною матрицею {\displaystyle \Sigma } величину {\displaystyle d(\mu _{1},\mu _{2};\Sigma )}.
Відстань Махаланобіса між двома вибірками (з розподілів з однаковими коваріаційними матрицями) або між вибіркою і розподілом визначається шляхом заміни відповідних теоретичних моментів вибірковими. Як оцінка відстані Махаланобіса між розподілами застосовується відстань Махаланобіса вибірок з них, а у разі використання лінійної дискримінантної функції — статистика {\displaystyle \Phi ^{-1}(\alpha )+\Phi ^{-1}(\beta )\,}, де {\displaystyle \alpha } — частота правильної класифікації в першій сукупності, {\displaystyle \beta } — в другій, {\displaystyle \Phi } — функція нормального розподілу з математичним очікуванням 0 і дисперсією 1.